# Il mio nome è Thomas
Il mio nome è Thomas è un film del 2018 scritto, diretto e interpretato da Terence Hill.
Scritto dallo stesso Terence Hill in collaborazione con Luisa Tonon, e prodotto da Jess Hill (figlio dello stesso Terence), segna il ritorno dell'attore dietro e davanti alla macchina da presa per la prima volta dopo Doc West, film TV del 2009.
La pellicola è dedicata a Bud Spencer, amico e storico partner di Terence Hill.

## Trama
Il solitario motociclista ribattezzato Thomas da alcuni amici frati, in sella alla sua Harley-Davidson, si reca nel deserto dell'Andalusia (Almería) per meditare e ritrovare sé stesso. Lungo il percorso incontra Lucia, una giovane ragazza che gli chiede di accompagnarla sulla sua moto verso sud. Thomas rifiuta, ma subito dopo salva la ragazza da due uomini astiosi, precedentemente da lei derubati. Thomas la accompagna fin dove lei desidera, per poi salire sul traghetto per la Spagna. A sorpresa Lucia dichiara di dover salire anch'essa sul traghetto, per andare a trovare una zia in Spagna. Durante la notte, quando la ragazza ubriaca si addormenta nella cabina di Thomas, lui nota delle ferite sui polsi, segno di un tentato suicidio motivato dal passato tormentato di lei.
Da quel momento Lucia e Thomas, arrivati in Spagna, nell'attesa del fantomatico incontro con la zia di lei, cominciano ad aprirsi fin quando, a seguito di un litigio, la ragazza rifiuta la compassione di lui e gli dice di andarsene per la sua strada. Appena partito, Thomas ha un presentimento e avverte che Lucia è in pericolo: tornato indietro, scopre che involontariamente la ragazza ha dato fuoco alla propria stanza d'albergo e riesce a salvarla. All'ospedale Thomas apprende da un medico che la giovane è cardiopatica e, poco dopo, i due si salutano definitivamente. Thomas raggiunge due baracche abbandonate nel deserto dell'Andalusia, residui di un set cinematografico di villaggio western, dove prende alloggio per poter meditare la lettura del libro Lettere dal deserto di Carlo Carretto.
Il giorno dopo, Thomas scopre che Lucia, con una moto, lo ha seguito. Da quel momento i due cominciano a conoscersi sul serio scoprendo di essere preziosi l'uno per l'altra. Tale amicizia è costellata anche da un ennesimo litigio tra i due, in cui Lucia scappa con la moto di Thomas che, a sua volta, è costretto ad attraversare il deserto a piedi per raggiungerla, riuscendo poi a perdonarla dopo averla sentita suonare, con grande trasporto, il flauto. Poco dopo, Lucia riceve finalmente la visita di sua zia, alla quale racconta del suo rapporto speciale con Thomas. Quest'ultimo, intanto, si immerge nella lettura del libro di Carretto, da cui anche la stessa Lucia era rimasta impressionata. L'ultima sera di permanenza di Lucia nel deserto, dopo che Thomas ha accompagnato zia in paese, la giovane ha un malore. In punto di morte, chiede a Thomas di stringerle la mano e spira serena guardando il cielo, ricordando le parole del libro di Carretto. Sconvolto, Thomas torna in Italia. Qualche giorno dopo, mentre sta rifornendosi di benzina, sente lo spirito di Lucia, in sella insieme a lui sulla sua moto, e insieme partono per una nuova avventura questa volta verso nord.

## Produzione
Il mio nome è Thomas rappresenta il ritorno di Terence Hill alla recitazione cinematografica dopo oltre vent'anni dal suo ultimo film Potenza virtuale del 1997, che non fu mai distribuito nelle sale italiane. È inoltre la prima opera cinematografica in assoluto in cui l'attore recita con la propria voce, senza essere doppiato. Il film è prodotto dalla Paloma4. A detta dello stesso Terence Hill, la gestazione del film è durata 10 anni prima di essere concretizzata.
Le riprese della pellicola si sono svolte dal 12 settembre al 12 novembre 2016 nei pressi di Almería, un comune spagnolo situato nella comunità autonoma dell'Andalusia. La pellicola è stata girata negli stessi luoghi dove nel lontano 1967 si conobbero Terence Hill e Bud Spencer sul set del film Dio perdona... io no! di Giuseppe Colizzi. Proprio durante la pre-produzione del film, il 27 giugno 2016 muore lo stesso Bud Spencer; a seguito di ciò Terence Hill ha deciso di girare il film ad Almerìa e dedicarlo alla sua memoria.
Il titolo del film è cambiato più volte in fase di lavorazione: in origine è stato girato col titolo provvisorio La chiamavano Maryam mentre nel corso del 2017 in fase di post-produzione è stato cambiato in Me ne vado per un po'. Successivamente due mesi prima dell'uscita del film nelle sale è stato scelto il titolo definitivo, che richiama molto un precedente film con Terence Hill, Il mio nome è Nessuno del 1973.
Il primo annuncio dell'uscita del film viene fatto da Terence Hill l'8 dicembre 2016 in una puntata del programma condotto da Fabio Fazio Rischiatutto, in cui Terence Hill ha annunciato il titolo provvisorio e il primo trailer non ufficiale del film, non rivelando tuttavia la data d'uscita poiché ancora in fase di post-produzione. Quest'ultima infatti è durata oltre un anno (autunno 2016-inverno 2018) e solo nel marzo 2018 è stata resa nota la data d'uscita ufficiale del film.
La colonna sonora è di Pino Donaggio, ma il tema dei titoli di testa è stato composto da Franco Micalizzi; il fischio è di Alessandro Alessandroni, scomparso nel 2017, prima dell'uscita del film.
La pellicola è stata prodotta da Jess Hill (figlio di Terence) e da Vivi Film, e distribuita dalla Lux Vide, stessa casa di produzione di Don Matteo.

## Promozione
Il trailer ufficiale viene diffuso a partire dal 17 marzo 2018 sul sito de la Repubblica.

## Distribuzione
La pellicola è stata distribuita nei cinema italiani a partire dall'aprile del 2018. Malgrado il non indifferente battage pubblicitario, il film non ha registrato in Italia gli incassi sperati (poco meno di 60.000 euro) anche a causa di una distribuzione nelle sale molto scarsa. Molto meglio è andato in Germania, in Austria e in Ungheria, dove l'attore-regista ha intrapreso una vera e propria tournée presenziando a svariate proiezioni davanti a migliaia di spettatori.

### Data di uscita
Alcune date di uscita internazionali nel corso del 2018 sono state:
- 19 aprile 2018 in Italia[9]
- 23 agosto 2018 in Germania (Mein Name ist Somebody - Zwei Fäuste kehren zurück)[10]
- 4 ottobre 2018 in Ungheria (Nevem: Thomas)[11]
- 25 dicembre 2018 negli Stati Uniti (My Name Is Thomas)